# Paternidade forçada
Paternidade forçada ou paternidade imposta ocorre quando um homem se torna pai contra sua vontade ou sem o seu consentimento. Isso pode incluir o engano por parte de uma parceira sobre sua capacidade de engravidar ou o uso de contraceptivos, a sabotagem de métodos anticoncepcionais, a fraude de paternidade e as agressões sexuais a homens que resultam em gravidez.
“Roubos de esperma” (também conhecido como “uso não autorizado de esperma”, “espermajacking” ou “borbulhando” (um acoplamento de palavras de esperma e arrombamento)), refere-se a uma forma específica de paternidade forçada na qual o sêmen de um homem é usado para engravidar uma mulher sem o seu consentimento. Embora o termo utilize a palavra "roubo", ele se enquadra mais propriamente na categoria de fraude ou quebra de contrato. O roubo de esperma, por si só, sem ser empregado em uma inseminação bem-sucedida, não é ilegal e é difícil de provar. Geralmente, não tem relação com questões como pensão alimentícia. Esse assunto é considerado uma questão relevante no movimento dos direitos dos homens.

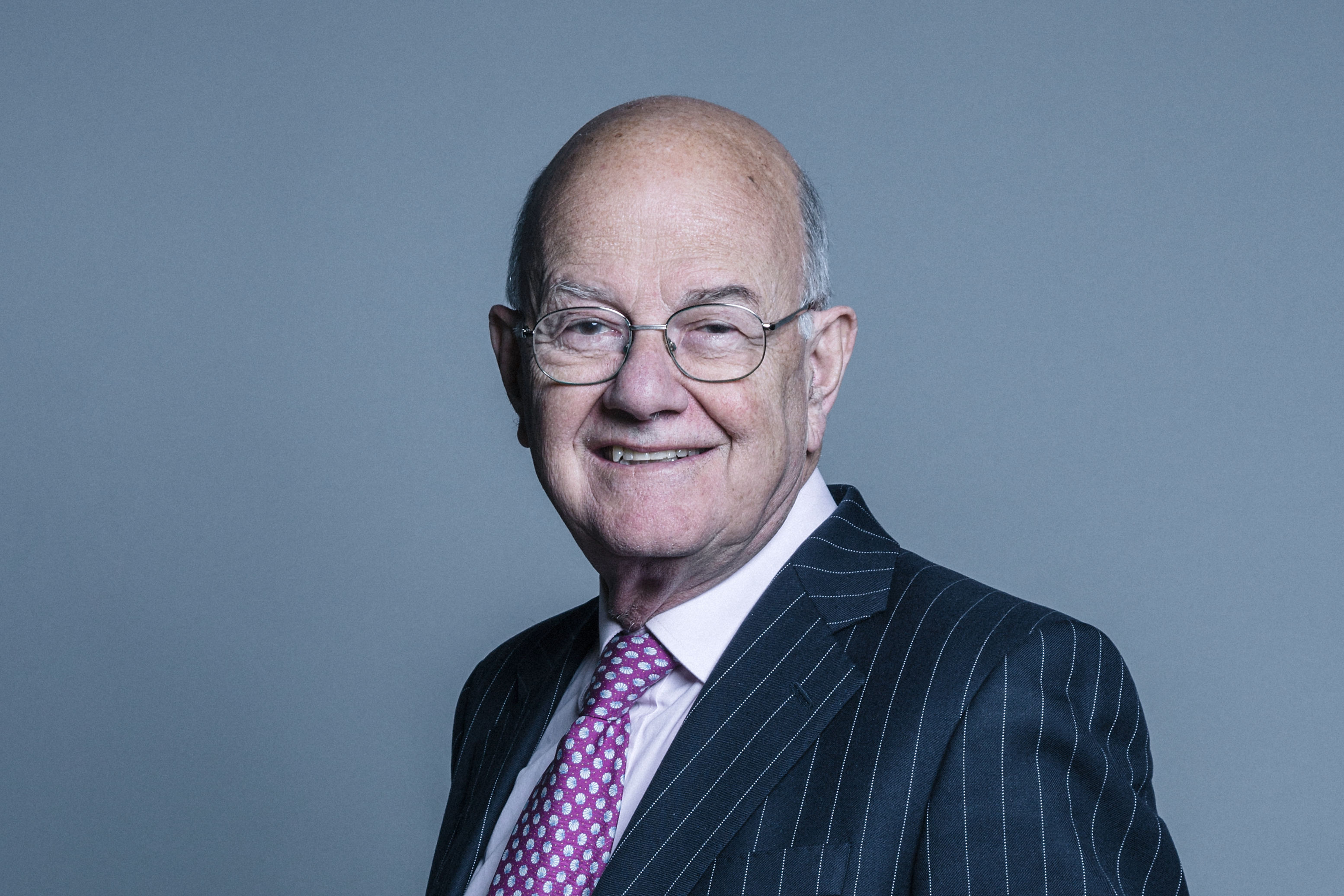
Igor Lord Judge, que proferiu uma decisão em relação à paternidade forçada.

Em uma decisão que estabeleceu o princípio legal de que o sêmen de um homem é sua própria propriedade, o Chefe de Justiça da Inglaterra e do País de Gales, Lord Judge, o juiz mais sênior da Inglaterra e do País de Gales, decidiu a favor de seis homens anônimos que processaram o NHS por indenização, após suas amostras de esperma terem sido extraviadas. Todos os homens eram pacientes com câncer que haviam sido aconselhados a congelar seu esperma devido ao risco de a quimioterapia prejudicar sua fertilidade. Lord Judge, o Master of the Rolls Sir Anthony Clarke e o Lord Justice Wilson determinaram que as amostras de esperma eram legalmente propriedade dos homens e rejeitaram o argumento do NHS de que as amostras deveriam ter o mesmo status de unha do pé descartada ou cabelo.
Steve Moxon escreveu: “deve ser apenas uma questão de tempo até que o absurdo do ‘roubo de esperma’ seja superado. A posição no momento é a de uma barragem retida pelo conceito de ‘os melhores interesses da criança’, que funciona como um substituto para ‘os melhores interesses do Estado’ ao não pagar pensão alimentícia. Basta um caso para que os direitos do homem enganado sejam efetivamente reconhecidos e a barreira se rompa.”
Em seu artigo “It's ten o'clock: do you know where your sperm are?”, Laura Wish Morgan destaca a teoria da responsabilidade objetiva na filiação. Ela menciona casos em que o pai foi considerado responsável pela pensão alimentícia mesmo tendo sido menor de idade no momento da concepção – ou seja, vítima de estupro estatutário (“o ato sexual nesses casos é 'factualmente voluntário' e, portanto, intencional, mesmo que seja considerado não consensual no sentido criminal”). Morgan também documenta um caso “um tanto perturbador” em que uma mulher estuprou um homem depois que este ficou embriagado em uma festa e desmaiou, de modo que ele não teve consciência nem consentiu para a relação. A própria mãe admitiu ter feito isso. Mesmo assim, o tribunal o considerou responsável pela pensão alimentícia (“a conduta ilícita da mãe ao provocar a concepção não exime a obrigação de suporte do pai”). Morgan conclui: “para todos os homens que reclamam de pagar pensão alimentícia por crianças que não queriam, o conselho simples é: 'Cale a boca e use um preservativo. E o descarte você mesmo.'”

## Definição
A paternidade forçada se divide em três categorias principais:
- Armazenamento de esperma: Ocorre quando o sêmen de um homem é obtido de forma furtiva, por exemplo, a partir de um preservativo descartado, e posteriormente usado para inseminar uma mulher.
- Relação sexual não consensual: Refere-se ao assalto sexual, estupro ou estupro estatutário de um homem ou garoto que resulta em gravidez.
- Uso inadequado de tecnologia de reprodução assistida: Quando a amostra de esperma congelado de um homem é utilizada, sem sua permissão, para fertilizar um óvulo durante a FIV (fertilização in vitro) e outros procedimentos de inseminação artificial.

## Prevalência
A prevalência da paternidade imposta é difícil de mensurar. Uma pesquisa realizada para os Centros de Controle e Prevenção de Doenças em 2011 constatou que aproximadamente 10,4% (ou cerca de 11,7 milhões) dos homens nos Estados Unidos relataram ter tido uma parceira íntima que tentou engravidá-los quando eles não desejavam ou tentou impedi-los de usar anticoncepcionais. Em uma pesquisa com 5000 mulheres para a revista britânica That's Life, 42% afirmaram que mentiriam sobre o uso de métodos anticoncepcionais para engravidar, mesmo contrariamente aos desejos do parceiro.

## Status Legal
A paternidade forçada (isto é, uma mulher engravidando contra a vontade ou sem o consentimento do homem) não é ilegal em nenhum lugar. Os casos geralmente são reportados em conexão com disputas relativas à pensão alimentícia. Quando a obrigação de pagar pensão é contestada por homens que alegam que seu esperma foi roubado ou utilizado de outra forma para inseminar uma mulher sem seu consentimento, os tribunais normalmente aplicam a doutrina da responsabilidade objetiva – ou seja, que o homem é responsável por sustentar uma criança concebida com seu esperma, independentemente das circunstâncias da concepção, inclusive eventuais condutas criminosas da mãe.
Os argumentos dos autores que alegam responsabilidade por ato ilícito decorrente de fraude ou representação enganosa geralmente não se sustentam. Os tribunais também tendem a ser relutantes em remediar tais queixas, pois isso implicaria reconhecer que uma criança nasceu como resultado de engano. Em alguns casos, a vítima do roubo de esperma pode processar o autor pelo trauma emocional causado.
Myrisha S. Lewis escreveu que as vítimas masculinas de fraude anticoncepcional, agressão sexual e estupro estatutário não deveriam ser “punidas com a responsabilidade de pensão alimentícia, mas sim receber uma compensação pelo uso não autorizado de seus produtos biológicos.” Ela argumenta que a política da responsabilidade objetiva penaliza injustamente as vítimas masculinas de agressão sexual, contrastando essa situação com a dos doadores voluntários de esperma, que são isentos da obrigação de pagar pensão alimentícia.

## Casos

### Alemanha
Na Alemanha, o roubo de esperma é conhecido como samenraub. A expressão entrou no léxico popular após um escândalo de tabloide em 2001 envolvendo Boris Becker e uma manchete no Bild: War es Samenraub? (“Foi isso um roubo de sêmen?”). Becker afirmou que uma criança que ele gerou com uma garçonete russa foi concebida quando ela roubou seu esperma após o sexo oral. Ele alegou que ela se inseminou após um encontro em um armário de linho no restaurante londrino Nobu. Posteriormente, ele reverteu sua posição, aceitou a paternidade e concordou em assumir a responsabilidade pela criança. Em 2013, a expressão foi incluída no Duden.
O pedido de um homem para ser isento de pagar pensão alimentícia foi rejeitado por um tribunal de Munique. A criança foi concebida a partir de um óvulo fertilizado com seu esperma sem sua permissão. Ele revogou seu consentimento para que seu esperma fosse utilizado após a separação dele de sua ex-esposa, alegando que ela falsificou sua assinatura duas vezes em uma clínica de FIV. Contudo, o tribunal concluiu que ele não foi claro o suficiente ao revogar seu consentimento e que a clínica não tinha motivo para duvidar da validade do que ele alegava serem assinaturas falsificadas.
Em 2012, dois ginecologistas foram condenados por um tribunal em Dortmund a pagar pensão alimentícia no lugar do pai biológico. Eles haviam ajudado uma mãe a conceber gêmeos por meio de inseminação artificial usando o esperma do pai, mas fizeram isso sem o consentimento do mesmo. Um contrato previa que o esperma dele seria destruído após um ano.
Em 4 de fevereiro de 2013, o 22º gabinete civil do Tribunal Regional Superior de Hamm, na Hamm, Renânia do Norte-Vestfália, rejeitou a reivindicação de um homem por indenização para isenção de obrigações de manutenção no chamado “processo de roubo de sêmen”, contrariando a decisão do tribunal de primeira instância de Dortmund. O homem alegou que sua assinatura no formulário de consentimento informado havia sido falsificada e que sua amostra de esperma fora utilizada para inseminação artificial sem permissão. O tribunal rejeitou seu argumento.
Em 2022, uma mulher de 39 anos recebeu uma pena de prisão suspensa de 6 meses por furar um preservativo com o objetivo de engravidar de um homem com quem mantinha uma relação de amigos com benefícios. Ela desejava iniciar um relacionamento sério, apesar de saber que ele não queria. Contudo, ela não conseguiu engravidar.

### Israel
Em Israel, “roubo de esperma” (גנבת זרע) é uma expressão comum utilizada para designar o ato de uma mulher dormir com um homem com o objetivo de engravidar sem informá-lo, recebendo ampla cobertura na mídia. Alguns consideram que a questão é desequilibrada em favor das mulheres e que os homens vítimas de “roubo de esperma” também deveriam ter o direito de dizer não à paternidade.
Em 2012, o Tribunal de Família de Tiberíades decidiu contra um homem que solicitara ser dispensado do pagamento de pensão alimentícia, alegando que a mãe de seu filho havia “roubado seu esperma” para engravidar. Ao rejeitar a ação, o juiz afirmou que “mesmo que as alegações do pai biológico sejam verdadeiras, elas não são suficientes para impedir que o menor tenha sucesso em sua ação atual.” O magistrado também citou outros casos em que homens foram condenados a pagar pensão, ainda que tenham alegado ser “pais contra sua vontade”.
Em 2013, em um “veredicto histórico”, um tribunal de Tel Aviv determinou que uma mulher pagasse à sua ex-parceira ₪110.000 (US$31.000) em indenização. Ela havia informado ao homem que era infértil e o persuadiu a não usar anticoncepcionais. Posteriormente, ela engravidou e o processou por pensão alimentícia depois que ele se recusou a reconhecer a paternidade da criança; decisões anteriores já haviam sido contrárias a ele. Em janeiro de 2017, a indenização imposta à mulher foi revogada após o tribunal distrital, em audiência de recurso, concluir que o ato sexual não resultou de representação enganosa e que não ficou comprovado que o autor estivesse interessado, na época, na condição médica da ré ou na necessidade de usar anticoncepcionais.
Em 4 de setembro de 2018, um tribunal de Tel Aviv aceitou parcialmente a ação de um homem que alegava “paternidade forçada”. A juíza Shifra Glick determinou que a ré foi desonesta com o autor, tendo-lhe pedido para não usar anticoncepcionais e afirmado que estava utilizando um DIU, “fazendo com que o autor se tornasse pai contra sua vontade”. As alegações do autor de roubo, negligência e fraude foram rejeitadas, e a ele foi concedida uma indenização limitada de ₪40.000 (US$11.160).

### Itália
Em setembro de 2013, a Corte Suprema da Itália decidiu contra um homem que alegava que a concepção de seu filho foi resultado do roubo de esperma. Ele afirmou que nunca teve relações sexuais com a mulher e alegou que ela havia roubado um tubo de ensaio contendo seu fluido seminal. O tribunal afirmou que ele não conseguiu provar que ocorreu um roubo, mas decidiu que o fato de sua conexão biológica com a criança era suficiente para obrigá-lo a pagar pensão, independentemente das circunstâncias: “a paternidade é atribuída como consequência jurídica da concepção, de modo que o elemento biológico é decisivo e, como também não há necessidade de uma vontade consciente para procriar, nenhum peso pode ser atribuído aos desejos do suposto pai”. Assim, confirmou a decisão do tribunal de primeira instância que fixou a pensão em €350 mensais para a mulher, além de ordenar o pagamento de €1.000 em indenização.

### Suécia
Um episódio do programa investigativo da SVT, Uppdrag granskning, intitulado “Spermiestölden”, entrevistou diversas pessoas que foram concebidas com esperma roubado entre 1985 e 1996. O caso veio à tona quando esses indivíduos passaram a procurar por seus pais biológicos na idade adulta. Os homens haviam fornecido amostras de esperma no hospital de Halmstad enquanto realizavam tratamento de fertilidade com suas esposas, mas tais amostras foram posteriormente usadas para engravidar outras mulheres sem o consentimento deles.
As mães acreditavam que o esperma havia sido fornecido por doadores voluntários. O médico envolvido já está falecido. Como os eventos ocorreram há mais de 35 anos, a ação judicial é considerada prescrita na Suécia. Um dos homens envolvidos submeteu seu caso ao Tribunal Europeu dos Direitos Humanos, alegando violação do Artigo 8 da Convenção Europeia dos Direitos Humanos. Seu advogado afirmou: “Não precisa nem ser dito que o público não pode utilizar os gametas de indivíduos sem o seu consentimento. É também importante que o Tribunal Europeu dos Direitos Humanos declare que violações de direitos humanos não podem prescrever enquanto não se tenha certeza de que seus direitos foram violados.”

### Turquia
Um tribunal na província de İzmir, na Turquia, rejeitou a ação de paternidade de um homem de 61 anos que insistia que a mãe, que deu à luz gêmeos por meio de fertilização in vitro em 2015, havia roubado seu esperma. Um teste de DNA realizado em 2018 comprovou que ele era o pai, e ele foi condenado a pagar pensão alimentícia para os filhos. O juiz afirmou que o esperma não pode ser considerado propriedade móvel.

### Reino Unido
Em junho de 2000, o Tribunal Superior de Birmingham rejeitou o recurso de Jonathan Evans contra uma ordem de pensão alimentícia. Evans citou uma carta que a mãe da criança lhe escreveu, na qual ela admitia ter se inseminado com seu esperma após tê-lo retirado de um preservativo usado enquanto ele estava no chuveiro. O juiz determinou que, independentemente do modo de concepção, Evans era o pai legal e deveria pagar pensão alimentícia. O caso foi discutido no programa Woman's Hour da BBC Radio 4.
A colunista do Daily Mail, Liz Jones, admitiu em 2011 ter roubado o esperma de seu ex-marido, Nirpal Dhaliwal, de um preservativo e tentado engravidar. Ela não engravidou. Dhaliwal escreveu: “Felizmente, meus pequenos soldados permaneceram leais e não trabalharam para ela, caso contrário eu poderia ter me encontrado como um pai, emocional e financeiramente preso por ela pelo resto da minha vida.”
Em 2011, o The Daily Telegraph noticiou sobre uma mulher não identificada que falsificou a assinatura de seu ex-marido em uma clínica de FIV, permitindo que os médicos criassem embriões utilizando seu esperma congelado. Posteriormente, ela deu à luz dois filhos através do procedimento. O homem havia armazenado seu esperma congelado na Bourn Hall Clinic, em Cambridge, após ter sido submetido a um tratamento para artrite que poderia tê-lo tornado infértil. Ele afirmou não ter conhecimento do procedimento até três anos depois, sendo ordenado a pagar a ela mais £100.000 para ajudar na criação das crianças. A mulher declarou: “Não me arrependo, eu faria isso de novo.”
Em janeiro de 2019, um pai perdeu sua reivindicação por danos contra o IVF Hammersmith. Sua ex-parceira falsificou sua assinatura em um formulário de consentimento para conceber uma criança usando um óvulo congelado fertilizado com seu esperma na clínica. O tribunal reconheceu que sua assinatura havia sido falsificada e que o procedimento de inseminação foi realizado sem seu consentimento, mas negou o pedido de indenização com base na política pública de que não se podem conceder danos pelo nascimento de uma criança saudável. A legislação foi alterada posteriormente para exigir identificação fotográfica, além da assinatura, a fim de garantir que o homem que autoriza o uso dos embriões congelados seja, de fato, o pai.
O The Guardian noticiou sobre um homem que forneceu uma amostra de esperma a uma clínica de fertilidade na Harley Street na década de 1960 para análise. Sem o seu conhecimento, a amostra foi utilizada para engravidar casais em tratamento de fertilidade na própria clínica. Agora, com seus 80 anos, ele descobriu que tem uma filha como resultado. Aos pais da menina foi informado que o doador era um estudante de medicina. O homem afirmou que nunca autorizou o uso de seu esperma para qualquer finalidade além da análise de fertilidade, dizendo: “Estou velho demais para ficar com raiva agora. Na verdade, não.”
Em julho de 2022, na House of Commons, a deputada Flick Drummond levantou o caso de um eleitor cujo esperma foi usado por sua ex-parceira para engravidar sem o seu consentimento. Drummond caracterizou a situação como “não apenas roubo de esperma, mas uma forma de agressão sexual e uma violação dos direitos do meu eleitor”, mas observou que, de acordo com o Crown Prosecution Service, não há lei que trate esse ato como agressão sexual. Ela pediu à Procuradora-Geral, Suella Braverman, que analisasse a possibilidade de alterar a lei.

### Estados Unidos
Em 1981, o ex-detetive do NYPD e denunciante Frank Serpico argumentou que não deveria pagar pensão alimentícia, pois a mãe o enganou quanto à gravidez. A mãe negou tal alegação, mas uma amiga dela testemunhou a favor do relato de Serpico, afirmando que a mãe pretendia seduzi-lo para engravidar e que deliberadamente deixou de tomar os anticoncepcionais, embora assegurasse que os continuava tomando. O juiz decidiu a favor de Serpico, afirmando que o engano planejado e intencional da mãe o impedia de obter benefício financeiro às custas do pai. Contudo, um tribunal superior reverteu essa decisão, entendendo que as acusações de fraude eram irrelevantes e que a única consideração era “os melhores interesses da criança”. O tribunal determinou que ele deveria pagar uma pensão de aproximadamente US$900 por mês.
Uma das advogadas de Serpico foi Karen DeCrow, ex-diretora da Organização Nacional para as Mulheres, que afirmou ao tribunal: “Mulheres autônomas, que tomam decisões independentes sobre suas vidas, não devem esperar que os homens financiem suas escolhas.”
No caso SF vs. TM (1996), “S.F.” era um homem que desmaiou, embriagado, em uma festa na casa de uma mulher (“T.M.”), que o estuprou enquanto ele estava inconsciente. S.F. só teve conhecimento do ocorrido quando acordou na manhã seguinte com suas roupas íntimas removidas. T.M. engravidou em decorrência do estupro e S.F. foi condenado a pagar pensão alimentícia. Ele recorreu, argumentando que “não participou, de forma consciente e voluntária, de qualquer atividade sexual com a mãe do menor.” S.F. ainda alegou que ser compelido a pagar pensão por uma criança concebida por meio de relação não consensual o privava de direitos de propriedade e da proteção igualitária na lei. Ele apresentou testemunho pericial demonstrando que era possível um homem ter uma ereção e ejacular enquanto inconsciente. O tribunal, porém, rejeitou seu argumento, afirmando que “a criança é uma parte inocente... qualquer conduta ilícita por parte da mãe não deve alterar o dever do pai de prover o suporte necessário para a criança.” S.F. foi condenado a pagar US$106,04 por mês, além de US$8.960,64 em atrasados.
Em 1997, o Tribunal de Apelação da Louisiana decidiu contra Emile Frisard em sua ação contra Debra Rojas. Frisard estava visitando seus pais doentes no hospital quando Rojas, uma enfermeira, ofereceu realizar sexo oral com ele, desde que usasse um preservativo. Frisard aceitou, e após o ato, Rojas reteve o preservativo e usou o esperma de Frisard para se auto-inseminar, engravidando e, posteriormente, processando-o por pensão alimentícia. Frisard argumentou que consentiu apenas para o sexo oral, não para o uso de seu esperma para inseminação. O tribunal determinou que ele deveria pagar US$436,81 por mês, US$17.901,21 em atrasados e 5% de custas judiciais, ressaltando que qualquer contato sexual entre eles era suficiente para responsabilizá-lo pelo pagamento da pensão.
Um tribunal em Massachusetts concedeu a Richard Gladu US$108.000 em indenização da Boston IVF, após a clínica de fertilidade ter engravidado sua ex-esposa com seus embriões congelados sem seu consentimento, resultando no nascimento de uma filha. Gladu recebeu US$98.000 para custear a criação de sua filha, que na época tinha sete anos, e US$10.000 por danos emocionais.
O Tribunal de Apelação de Illinois decidiu que Richard O. Phillips poderia apresentar uma ação por danos emocionais contra sua ex-parceira Sharon Irons, revogando a decisão do tribunal de circuito que havia rejeitado sua ação em 2003. Phillips alegou que Irons manteve seu esperma na boca de forma sorrateira após o sexo oral e o usou para se auto-inseminar, resultando no nascimento de uma filha. O tribunal concluiu que, se verdadeiras, as alegações indicavam que Irons “participou de atos sexuais de forma enganosa, os quais nenhuma pessoa razoável esperaria que resultassem em gravidez, utilizando o esperma do autor de maneira não convencional, com consequências extremas.” As alegações de fraude e roubo foram rejeitadas, afirmando que, quando o autor “entregou” seu esperma, tratou-se de um presente – uma transferência absoluta e irrevogável de propriedade do doador para o beneficiário, sem previsão de devolução do depósito.
Em 2015, Layne Hardin e sua ex-parceira Katherine LeBlanc (de Houston, Texas) processaram a Texas Andrology Services e a ex-namorada de Hardin, Tobie Devall, alegando que Devall havia adquirido ilegalmente o esperma congelado de Hardin na instalação e o utilizado para engravidar. Devall afirmou que o fez com o consentimento de Hardin. Ainda em relacionamento com LeBlanc, Hardin realizou uma vasectomia e congelou oito ampolas de esperma. Um acordo entre Hardin, LeBlanc e a instalação estipulava que somente LeBlanc teria acesso ao esperma. Um júri decidiu a favor de Hardin e LeBlanc, condenando a Texas Andrology Services a pagar US$250.000 a cada um e Devall a pagar US$125.000 a Hardin e US$250.000 a LeBlanc. Em recurso, a indenização foi reduzida para US$19.500.
Um tribunal do Estado de Nova York determinou que Deon Francois deveria pagar pensão alimentícia à sua ex-esposa Chaamel, depois que ela falsificou sua assinatura – supostamente autenticada com um selo roubado – e usou sua amostra de esperma congelado para conceber uma filha em uma clínica de fertilidade. Francois processou a clínica da Universidade de Nova York por US$9 milhões, exigindo que ela arcasse com o pagamento da pensão.
Joe Pressil, de Houston, Texas, processou a clínica de fertilidade “Advanced Fertility” em 2011. Pressil alegou que a clínica aceitou uma amostra de sêmen de uma mulher que afirmava ser sua esposa e, em seguida, realizou fertilização in vitro, resultando no nascimento de gêmeos. Ele afirmou que tudo ocorreu sem seu conhecimento ou consentimento, só descobrindo a situação ao encontrar recibos da clínica. Segundo ele, a mulher contrabandeou o esperma para a clínica após guardar os preservativos usados durante o sexo, causando-lhe prejuízo mental e econômico devido aos elevados pagamentos de pensão alimentícia.

### Venezuela
Maelo Ruiz afirmou que uma fã chamada Karla Ankara Toledo roubou seu esperma de um banco de esperma na Venezuela e o utilizou para conceber gêmeas. Ele anunciou que tomaria medidas legais, enquanto Toledo contrprocessou por pensão alimentícia.

## Cobertura na Mídia
Em 2019, circulou na internet uma história de que um(a) faxineiro(a) de hotel em Las Vegas teria engravidado após roubar o esperma de um preservativo usado de um milionário e, em seguida, o teria processado com sucesso por pensão alimentícia. Posteriormente, a história foi revelada como sendo uma sátira.
Derrick Rose afirmou que os jogadores da NBA são ensinados a dar descarga em seus preservativos ou a retirá-los após o ato sexual, para que as mulheres não possam utilizar o esperma para engravidar.
A revista Cosmopolitan realizou uma reportagem sobre o “spurglary” em 2013. A terapeuta de casais e família Carla Willis-Brandon afirmou: “Comecei a notar uma tendência crescente no número de mulheres que enganam os homens para ter um bebê, geralmente mentindo sobre o uso de anticoncepcionais... essas mulheres geralmente esperam que uma criança suavize os problemas no relacionamento. Se ela está com um homem que tem fobia de compromisso, pode sentir que um bebê 'selará o acordo'.” Contudo, ela conhecia apenas um casal nessa situação que permaneceu junto posteriormente. Um homem entrevistado afirmou que um amigo seu foi “spurgled”, dizendo que isso “o transformou”. Uma mulher relatou que engravidou depois de parar de tomar a pílula sem avisar o namorado, na esperança de que ele se casasse com ela; ao invés disso, ele encerrou o relacionamento e mudou-se para o exterior.
A empresa Make a Mom, que comercializa kits de inseminação domiciliar, veiculou uma série de anúncios no X incentivando mulheres a recuperar esperma de preservativos descartados, sem o conhecimento do parceiro, para se inseminarem. Os anúncios usavam slogans como “Não Preciso de Permissão, Decidi Sozinha” e exibiam um vídeo de uma mulher realizando o procedimento, com o texto: “Mulher discretamente retira preservativo do lixo para realizar inseminação domiciliar enquanto seu parceiro dorme em outro cômodo. O que você acha disso? Isso é legal? Ele ainda terá que pagar pensão alimentícia?”

## Mitologia
Na Mitologia Grega Antiga, Myrrha apaixonou-se por seu pai, Cinyras, e o enganou para ter relações sexuais com ela (“subiu na sua cama numa noite escura, quando sua ama o havia deixado tão bêbado que ele não percebeu o que fazia”). Ela foi transformada em uma árvore de mirra e deu à luz seu filho Adonis.
O mito de Osíris da mitologia egípcia descreve como Nephthys, a irmã gêmea infértil de Ísis, enganou o marido de Ísis, Osíris, para que ele gerasse um filho (Anúbis) com ela, seja fingindo ser Ísis ou deixando Osíris embriagado. Após o nascimento, Anúbis foi criado por Ísis.
Em um momento posterior, Ísis reagrupou o corpo do assassinado Osíris e conseguiu engravidar de Hórus com o sêmen de Osíris.
No Simpósio de Platão, Penia, a deusa da pobreza, concebe Eros com Poros:

30E Ló saiu de Zoar e foi morar na montanha, com suas duas filhas, pois temia morar em Zoar; e habitou numa caverna, ele e suas duas filhas.

31Então, a primogênita disse à mais nova: “Nosso pai está velho, e não há homem na terra que possa vir até nós da maneira comum da terra.

32Venha, façamos nosso pai beber vinho, e deitemo-nos com ele, para preservarmos a semente de nosso pai.

33Assim fizeram seu pai beber vinho naquela noite; e a primogênita deitou-se com seu pai; e ele não percebeu, nem quando ela se deitou, nem quando se levantou.

34No dia seguinte, a primogênita disse à mais nova: “Eis que, na noite passada, deitei-me com meu pai; venha, façamos ele beber vinho também esta noite, e tu deita-te com ele, para preservarmos a semente de nosso pai.”

35Assim fizeram seu pai beber vinho também naquela noite; e a mais nova levantou-se e deitou-se com ele; e ele não percebeu, nem quando ela se deitou, nem quando se levantou.

36Dessa forma, ambas as filhas de Ló conceberam de seu pai.
No Simpósio de Platão, Penia, a deusa da pobreza, concebe Eros com Poros: “Agora, Poros, que estava ainda pior por causa do néctar – naquela época não havia vinho – entrou no jardim de Zeus e caiu em um sono profundo, e Penia, considerando suas próprias circunstâncias difíceis, planejou ter um filho com ele, deitando-se ao seu lado e concebendo Eros.”
A ideia de demônios que assombram as pessoas durante o sono aparece na mitologia judaica e cristã (ver Lilith). Esses demônios se alimentam da energia vital de pessoas adormecidas com as quais copulam à noite. Um súcubo rouba o esperma do homem adormecido sem que este perceba, e ele só se recorda disso no dia seguinte, na forma de um sonho. Durante as caças às bruxas da era moderna, ter sexo com o diabo era considerado um ato deliberadamente desejado por um feiticeiro ou uma bruxa, com o diabo aparecendo aos homens como súcubo e às mulheres como íncubo. O Malleus Maleficarum descreve como o súcubo se transformava após o coito e, sem que o homem percebesse, como seu esperma era então usado na forma de um íncubo para engravidar uma mulher.

## Roubo de esperma na Bíblia Hebraica
A Bíblia descreve dois casos de roubo de esperma, nos quais um homem é seduzido por uma mulher sob falsas pretensões e se torna um doador involuntário de esperma. Cada caso, com exceção do relato de Ló e suas filhas, envolve um ancestral direto do bíblico Rei Davi. As mulheres são retratadas de forma simpática, agindo por razões consideradas nobres.

### Ló e suas filhas
O relato de Ló e suas filhas consta em Gênesis 19:30–38:

30E Ló saiu de Zoar e foi morar na montanha, com suas duas filhas, pois temia morar em Zoar; e habitou numa caverna, ele e suas duas filhas.

31Então, a primogênita disse à mais nova: “Nosso pai está velho, e não há homem na terra que possa vir até nós da maneira comum da terra.

32Venha, façamos nosso pai beber vinho, e deitemo-nos com ele, para preservarmos a semente de nosso pai.

33Assim fizeram seu pai beber vinho naquela noite; e a primogênita deitou-se com seu pai; e ele não percebeu, nem quando ela se deitou, nem quando se levantou.

34No dia seguinte, a primogênita disse à mais nova: “Eis que, na noite passada, deitei-me com meu pai; venha, façamos ele beber vinho também esta noite, e tu deita-te com ele, para preservarmos a semente de nosso pai.”

35Assim fizeram seu pai beber vinho também naquela noite; e a mais nova levantou-se e deitou-se com ele; e ele não percebeu, nem quando ela se deitou, nem quando se levantou.

36Dessa forma, ambas as filhas de Ló conceberam de seu pai.

### Tamar e Judá
No Livro de Gênesis, Tamar engana seu sogro, Judá, fazendo-o ter relações sexuais com ela ao fingir ser uma prostituta. Quando Judá descobre que Tamar está grávida, ele se prepara para matá-la, mas recua e confessa ao saber que é o pai (Gênesis 38:11–26). Os gêmeos Perez (Peretz) e Zerah foram concebidos como resultado (Gênesis 38:27–30). O primeiro, segundo o Livro de Rute (4:18–22), é o ancestral patrilinear do Rei Davi.

## Cultura popular
No romance de Roald Dahl My Uncle Oswald, o personagem-título trama roubar esperma de homens famosos e vendê-lo para mulheres que desejam ter filhos gerados por gênios. Entre as vítimas pretendidas estão Pablo Picasso, Sigmund Freud, Albert Einstein, H. G. Wells, Joseph Conrad, Igor Stravinsky, Sir Arthur Conan Doyle, Giacomo Puccini, Claude Monet, Henri Matisse, James Joyce, Sergei Rachmaninoff, Pierre-Auguste Renoir e Rudyard Kipling.
O tema central do drama televisivo britânico de 2004 Whose Baby?, estrelado por Andrew Lincoln e Sophie Okonedo, gira em torno de um caso de roubo de esperma. A personagem feminina principal se insemina no chuveiro com um preservativo usado após uma noite de relações, e o personagem masculino descobre anos depois, ao ser contatado por uma agência de pensão alimentícia.
A série Jane the Virgin, da The CW, centra-se em uma jovem cuja vida muda ao ser, por engano, inseminada com a amostra de esperma de um homem. Mais tarde, a série apresenta um incidente de roubo de esperma.
Episódios de CSI: Investigação de Cena de Crime, The Young and the Restless, Archer, Bored to Death, Sunset Beach, Boston Legal, You're the Worst, Being Mary Jane, Neighbours, Bridgerton, Diagnosis Murder, Passions, Days of Our Lives, All My Children, The Game, Creamerie, Ray Donovan, The Good Wife, Hannibal, The Cleveland Show, e Law and Order: Special Victims Unit também apresentaram enredos envolvendo roubo de esperma.